# Col de l'Arzelier
Le col de l'Arzelier est un col de montagne situé à 1 154 mètres d'altitude dans le département français de l'Isère, dans l'est du massif du Vercors. Il surplombe la partie haute de la vallée de la Gresse.

## Sports d'hiver

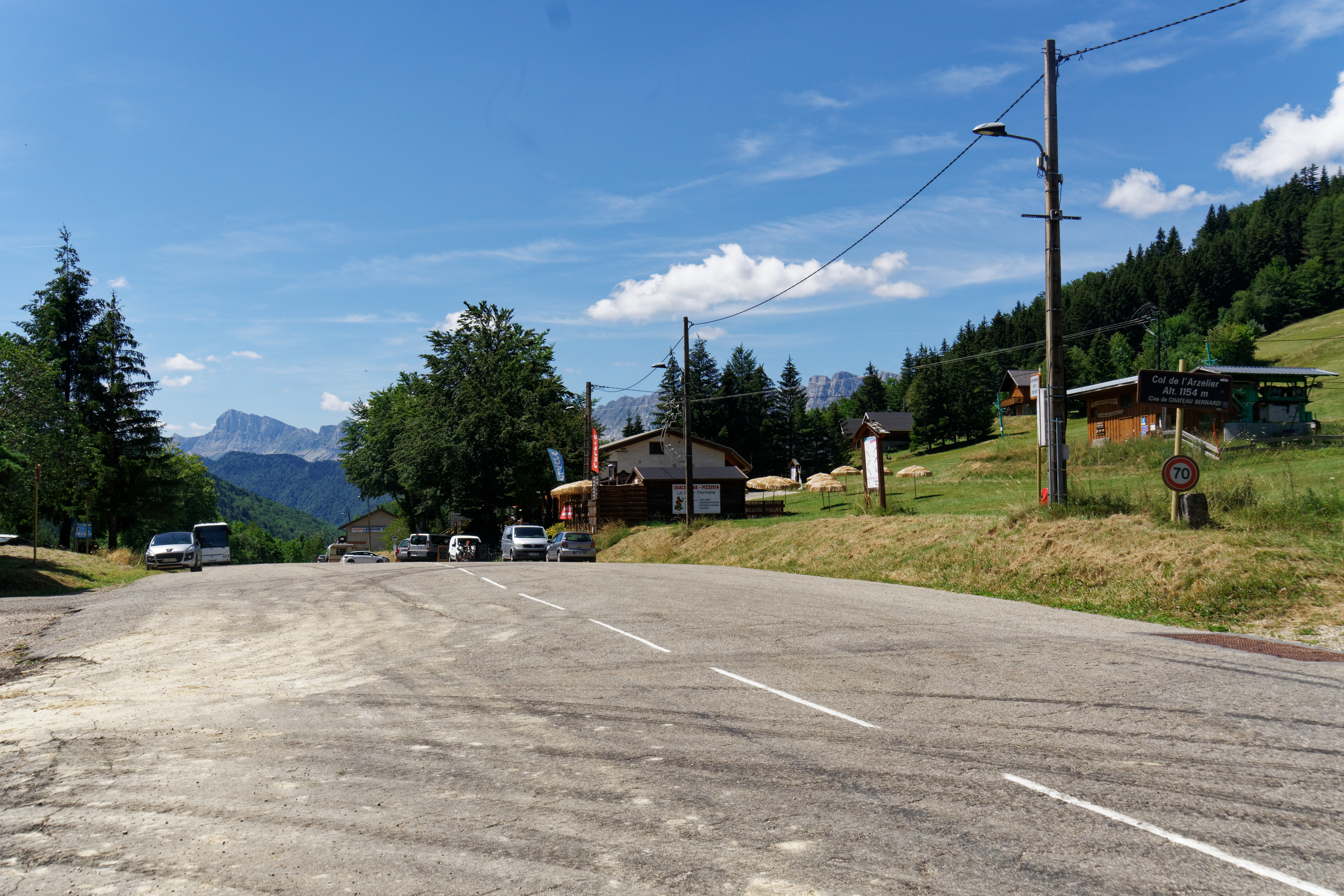
Vue de l'ancienne station de ski depuis le col en 2020.

Le col de l'Arzelier abritait une petite station de sports d'hiver permettant aussi bien la pratique du ski de piste que du ski nordique. La station a fermé ses portes depuis la saison de ski 2018-2019 en raison de dégradations et du manque d'entretien des équipements. Malgré une cagnotte en ligne fructueuse pour sauver cette station familiale, le conseil municipal vote la fermeture de la station. La municipalité du village Château-Bernard ne pouvait plus être la seule à financer la station car celle-ci tenait une grande partie dans le budget de la commune.
Le col de l'Arzelier demeure néanmoins un lieu de départ de randonnées très prisé qui bénéficie d'une infrastructure touristique, de commerces et de restaurants.